# آوولار

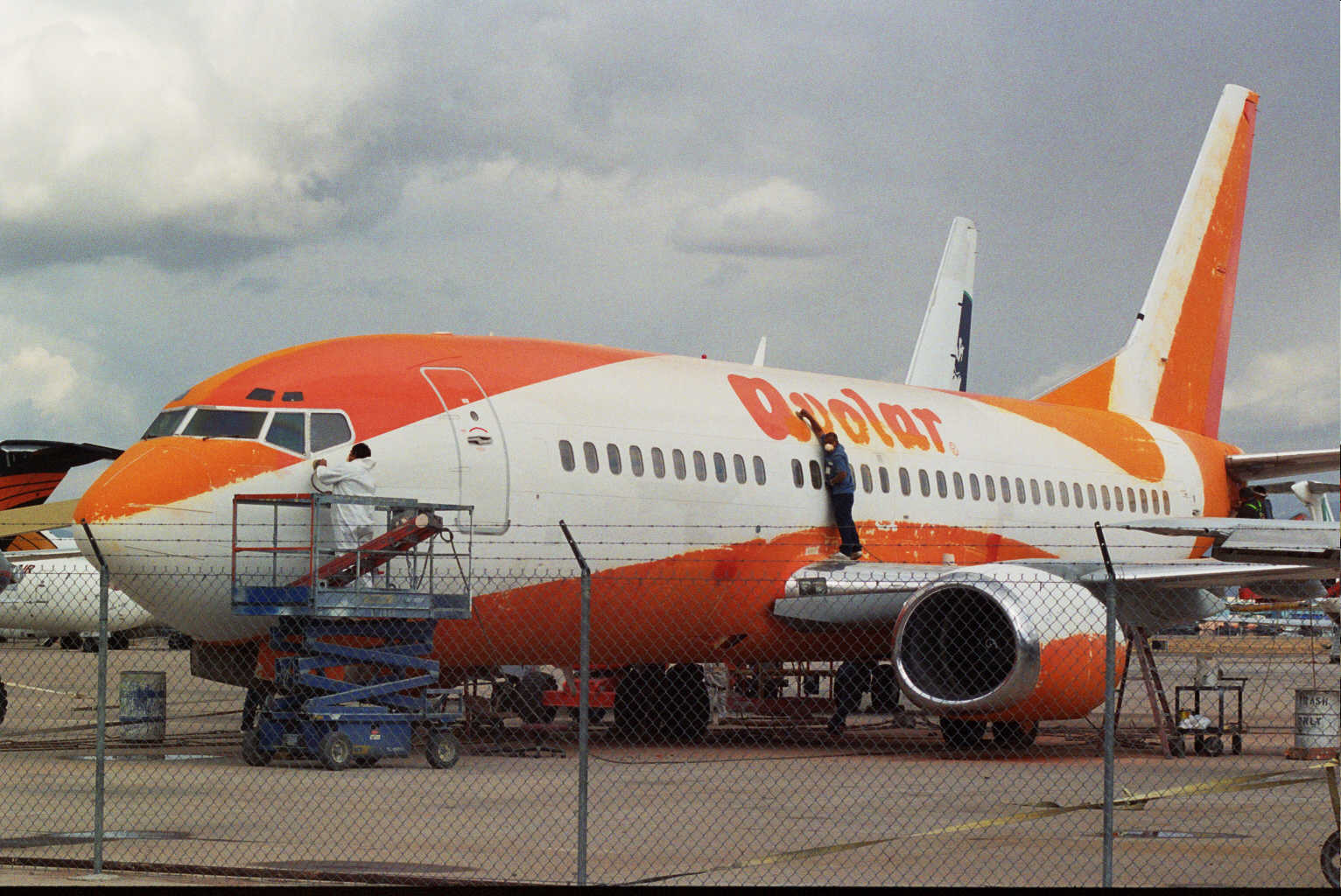
یک بوئینگ ۷۳۷-۳۰۰ هواپیمایی آوولار

آوولار (انگلیسی: Avolar) شرکت هواپیمایی مکزیکی است، که در سال ۲۰۰۵ تأسیس شد.